# Discografia de Restart
A discografia de Restart, uma banda de happy rock brasileira, compreende três álbuns de estúdio, um álbum ao vivo, um DVDs e cinco singles lançados em uma carreira iniciada em 2009.

## Álbuns

### Álbuns de estúdio
| Ano  | Álbum | Posições | Posições   | Vendas e Certificações                   |
| Ano  | Álbum | BRA ABPD | BRA Top 40 | Vendas e Certificações                   |
| ---- | --- | -------- | ---------- | ---------------------------------------- |
| 2009 | Restart - Lançamento: 23 de novembro de 2009 - Formatos: CD, download digital - Gravadora: Radar Records  | 2        | 12         | - Vendas totais: 100.000 - ABPD: Platina |
| 2010 | By Day - Lançamento: 6 de dezembro de 2010 - Formatos: CD, download digital - Gravadora: Radar Records    | 14       | 16         | - Vendas totais: 60.000 - ABPD: Ouro     |
| 2011 | Geração Z - Lançamento: 21 de outubro de 2011 - Formatos: CD, download digital - Gravadora: Radar Records | 4        | 3          | - Vendas totais: 25.000                  |

### Álbuns ao vivo
| Ano  | Álbum | Posições | Posições   | Vendas e Certificações               |
| Ano  | Álbum | BRA ABPD | BRA Top 40 | Vendas e Certificações               |
| ---- | --- | -------- | ---------- | ------------------------------------ |
| 2011 | Happy Rock Sunday - Ao Vivo - Lançamento: 17 de julho de 2011 - Formatos: CD, download digital - Gravadora: Radar Records | 10       | 14         | - Vendas totais: 50.000 - ABPD: Ouro |

Extended Plays
| Ano  | Álbum |
| ---- | --- |
| 2013 | Renascer EP - Lançamento: 10 de dezembro de 2013 - Formatos: CD, download digital - Gravadora: Radar Records |

Coletâneas
| Ano  | Ano | Álbum |
| ---- | --- | --- |
| 2023 | Greatest Hits - Tour Edition - Lançamento: 13 de outubro de 2023 - Formatos: download digital - Gravadora: Radar Records | Greatest Hits - Tour Edition - Lançamento: 13 de outubro de 2023 - Formatos: download digital - Gravadora: Radar Records |

## Singles
| 2009                                                      | "Recomeçar"        | 17 | 16 | 2 | Restart                     |
| 2010                                                      | "Levo Comigo"      | 4  | 1  | 1 | Restart                     |
| 2010                                                      | "Pra Você Lembrar" | 2  | —  | — | By Day                      |
| 2011                                                      | "Vou Cantar"       | 17 | —  | — | Happy Rock Sunday - Ao Vivo |
| 2011                                                      | "Menina Estranha"  | 16 | —  | — | Geração Z                   |
| 2012                                                      | "Minha Estrela"    | 23 | —  | — | Geração Z                   |
| 2013                                                      | "Cara de Santa"    | —  | —  | — | Geração Z                   |
| "—" denota singles que não entraram nas paradas musicais. |                    |    |    |   |                             |

### Singlesinternacionais
| Ano  | Single                | Álbum  |
| ---- | --------------------- | ------ |
| 2010 | "Te Llevo Conmigo"    | By Day |
| 2011 | "I Carry You With Me" |        |

### Singlespromocionais
| Ano  | Single       | Álbum     |
| ---- | ------------ | --------- |
| 2012 | "Matemática" | Geração Z |

## DVDs
| Ano  | Álbum | Posições | Posições   | Vendas e Certificações               |
| Ano  | Álbum | BRA ABPD | BRA Top 30 | Vendas e Certificações               |
| ---- | --- | -------- | ---------- | ------------------------------------ |
| 2011 | Happy Rock Sunday - Ao Vivo - Lançamento: 17 de julho de 2011 - Formatos: CD, download digital - Gravadora: Radar Records | 2        | 2          | - Vendas totais: 25.000 - ABPD: Ouro |

## Videoclipes
| Ano  | Título             | Diretor                |
| ---- | ------------------ | ---------------------- |
| 2009 | "Recomeçar"        | Controle Remoto Filmes |
| 2010 | "Levo Comigo"      | Controle Remoto Filmes |
| 2010 | "Pra Você Lembrar" | Controle Remoto Filmes |
| 2011 | "Vou Cantar"       | Controle Remoto Filmes |
| 2011 | "Menina Estranha"  | Controle Remoto Filmes |
| 2012 | "Minha Estrela"    | Controle Remoto Filmes |
| 2013 | "Cara de Santa"    | Controle Remoto Filmes |